# Composició política dels Consells Comarcals de Catalunya (1988-1991)
Durant l'any 1988, fruit de la creació de 3 noves comarques de Catalunya, els nous consells comarcals amb altres comarques que van patir alteracions territorials van ser formats amb els següents consellers i partits polítics:
| Composició política dels Consells Comarcals de Catalunya (1988-1991) | Composició política dels Consells Comarcals de Catalunya (1988-1991) | Composició política dels Consells Comarcals de Catalunya (1988-1991) | Composició política dels Consells Comarcals de Catalunya (1988-1991) | Composició política dels Consells Comarcals de Catalunya (1988-1991) | Composició política dels Consells Comarcals de Catalunya (1988-1991) |
| -------------------------------------------------------------------- | -------------------------------------------------------------------- | -------------------------------------------------------------------- | -------------------------------------------------------------------- | -------------------------------------------------------------------- | -------------------------------------------------------------------- |
| Comarca                                                              | Partit                                                               | Vots                                                                 | %                                                                    | Consellers                                                           | +/–                                                                  |
| Alta Ribagorça                                                       | Convergència i Unió                                                  | 826                                                                  | 42,36                                                                | 9 / 19                                                               | Nou                                                                  |
| Alta Ribagorça                                                       | Partit dels Socialistes de Catalunya                                 | 907                                                                  | 46,51                                                                | 8 / 19                                                               | Nou                                                                  |
| Alta Ribagorça                                                       | Grup Independents de la Vall de Boí                                  | 107                                                                  | 5,49                                                                 | 2 / 19                                                               | Nou                                                                  |
| Garrigues                                                            | Convergència i Unió                                                  | 5.222                                                                | 47,97                                                                | 13 / 19                                                              | 1                                                                    |
| Garrigues                                                            | Partit dels Socialistes de Catalunya                                 | 3.168                                                                | 29,10                                                                | 5 / 19                                                               | 1                                                                    |
| Garrigues                                                            | Esquerra Republicana de Catalunya                                    | 788                                                                  | 7,24                                                                 | 1 / 19                                                               | Nou                                                                  |
| Gironès                                                              | Convergència i Unió                                                  | 22.128                                                               | 37,70                                                                | 22 / 33                                                              | =                                                                    |
| Gironès                                                              | Partit dels Socialistes de Catalunya                                 | 23.883                                                               | 40,69                                                                | 11 / 33                                                              | 2                                                                    |
| Pallars Jussà                                                        | Convergència i Unió                                                  | 3.642                                                                | 48,10                                                                | 12 / 19                                                              | =                                                                    |
| Pallars Jussà                                                        | Independents, Progressistes i Nacionalistes                          | 874                                                                  | 11,54                                                                | 3 / 19                                                               | 1                                                                    |
| Pallars Jussà                                                        | Partit dels Socialistes de Catalunya                                 | 1.242                                                                | 16,40                                                                | 2 / 19                                                               | 2                                                                    |
| Pallars Jussà                                                        | Agrupació d'Electors d'Isona i Conca Dellà                           | 687                                                                  | 9,07                                                                 | 2 / 19                                                               | 1                                                                    |
| Pla d'Urgell                                                         | Convergència i Unió                                                  | 7.510                                                                | 44,51                                                                | 10 / 19                                                              | Nou                                                                  |
| Pla d'Urgell                                                         | Independents, Progressistes i Nacionalistes                          | 3.450                                                                | 20,45                                                                | 5 / 19                                                               | Nou                                                                  |
| Pla d'Urgell                                                         | Partit dels Socialistes de Catalunya                                 | 2.784                                                                | 16,50                                                                | 2 / 19                                                               | Nou                                                                  |
| Pla d'Urgell                                                         | Independents Bell-lloc d'Urgell                                      | 874                                                                  | 5,18                                                                 | 1 / 19                                                               | Nou                                                                  |
| Pla d'Urgell                                                         | Aliança Popular                                                      | 606                                                                  | 5,43                                                                 | 1 / 19                                                               | Nou                                                                  |
| Pla de l'Estany                                                      | Convergència i Unió                                                  | 6.366                                                                | 56,99                                                                | 15 / 19                                                              | Nou                                                                  |
| Pla de l'Estany                                                      | Plataforma Progressista de les Comarques Gironines                   | 3.612                                                                | 32,34                                                                | 4 / 19                                                               | Nou                                                                  |
| Segrià                                                               | Convergència i Unió                                                  | 28.793                                                               | 35,72                                                                | 17 / 33                                                              | 1                                                                    |
| Segrià                                                               | Partit dels Socialistes de Catalunya                                 | 29.404                                                               | 36,47                                                                | 14 / 33                                                              | 1                                                                    |
| Segrià                                                               | Aliança Popular                                                      | 5.842                                                                | 7,25                                                                 | 2 / 33                                                               | =                                                                    |
| Urgell                                                               | Convergència i Unió                                                  | 8.536                                                                | 50,86                                                                | 12 / 19                                                              | =                                                                    |
| Urgell                                                               | Partit dels Socialistes de Catalunya                                 | 3.080                                                                | 18,35                                                                | 3 / 19                                                               | =                                                                    |
| Urgell                                                               | Independents, Progressistes i Nacionalistes                          | 544                                                                  | 3,24                                                                 | 2 / 19                                                               | 1                                                                    |
| Urgell                                                               | Independents per a Tàrrega i Agregats                                | 2.046                                                                | 12,19                                                                | 1 / 19                                                               | =                                                                    |
| Urgell                                                               | Esquerra Republicana de Catalunya                                    | 852                                                                  | 5,08                                                                 | 1 / 19                                                               | Nou                                                                  |